# Boleophthalmus
Genre
Boleophthalmus est un genre de poissons de la famille des Gobiidés, de l'ordre des Perciformes appelés Boléophthalmes et qui ont la capacité de vivre longtemps à l'air libre sur la vase de la mangrove où ils se nourrissent de petits animaux.

## Répartition
Les espèces du genre Boleophthalmus se rencontrent dans des habitats intertidaux tropicaux et tempérés de la région Indo-Pacifique, depuis le golfe Persique jusqu'au golfe de Papouasie, le sud du Japon et le nord de l'Australie.

## Habitat
Les espèces du genre Boleophthalmus vivent typiquement dans des zones ouvertes et non végétalisées des zones intertidales inférieures.

## Description

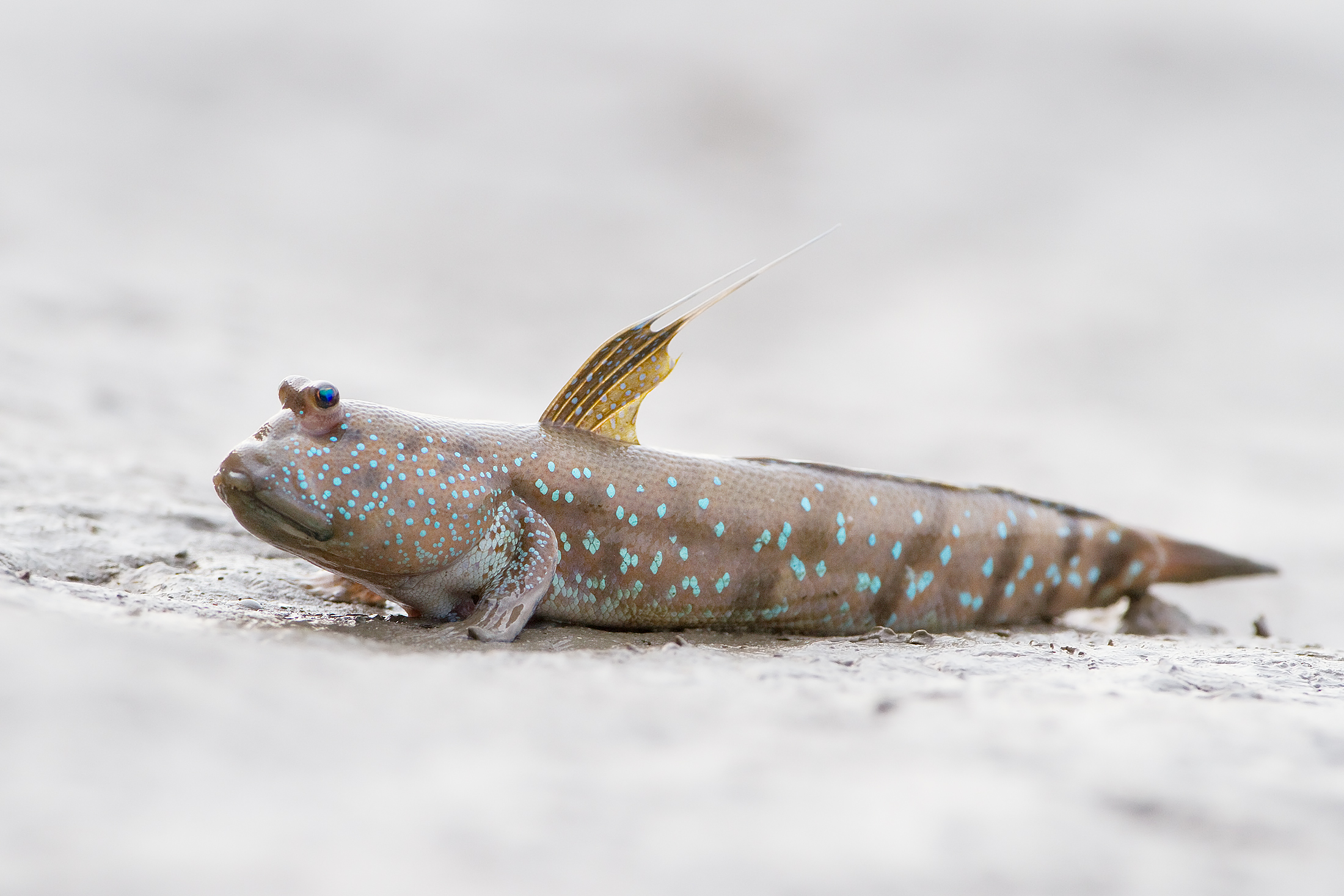
Boleophthalmus boddarti

Le genre Boleophthalmus est caractérisé par la présence unique d'un cartilage rectangle antérieur aux épines pelviennes, et par une peau fortement épaissie sur la tête et la nuque. Achille Valenciennes l'avait initialement séparé du genre Periophthalmus en indiquant que si les dents du haut et du bas sont placées sur une rangée avec les dents du haut verticales chez les deux genres, Boleophthalmus a les dents du bas petites et dirigées horizontalement à l'exception de deux dents plus fortes placées au-dedans.
Le genre Boleophthalmus partage certaines caractéristiques avec le genre Periophthalmus comme la lèvre double, les yeux rapprochés et les paupières qui les enveloppent lors de la rétractation mais la tête est oblongue, les écailles petites et parfois imperceptibles, la première nageoire dorsale ne présente pas plus de 5 rayons et la nageoire pectorale n'a pas toujours la base écailleuse.

## Comportement

### Alimentation
Toutes les espèces du genre Boleophthalmus présentent un comportement d'alimentation caractéristique dans lequel la mâchoire inférieure est pressée sur le substrat humide, généralement la boue intertidale lisse, et la tête est balancée de droite à gauche raclant ainsi le bio-film du substrat avec les dents plates horizontales. Il semble que ces espèces se nourrissent principalement de diatomées épipéliques.

## Publication originale
- Valenciennes, A. 1837. in Cuvier, G., Valenciennes, M., 1837, Histoire Naturelle des Poissons, Tome XII, F.G. Levrault, Paris, 507 pages.

## Dénomination
Le nom Boleophthalmus fait référence à la capacité des membres de ce genre de lever rapidement les yeux au-dessus du niveau de leurs cavités orbitaires, comme si les yeux étaient éjectés, et est dérivé du grec βολε (éjecté), et οφταλμοσ (œil).

## Liste des espèces
Selon World Register of Marine Species (22 janvier 2018), :
- Boleophthalmus birdsongi Murdy, 1989[4] - Nord de l'Australie[2]
- Boleophthalmus boddarti (Pallas, 1770) (Boleophthalme de Boddaert)[1] - Ouest de l'Inde aux Moluques[2]
- Boleophthalmus caeruleomaculatus McCulloch & Waite, 1918 - Nord de l'Australie[2]
- Boleophthalmus dussumieri Valenciennes, 1837 (Boléophthalme de Dussumier)[1] - Koweït à l'ouest de l'Inde[2]
- Boleophthalmus pectinirostris (Linnaeus, 1758) - Malaisie, Bornéo, Chine, Japon, Corée du Sud[2]
- Boleophthalmus poti Polgar, Jaafar & Konstantinidis, 2013[2] - Papouasie[2]

## Boleophthalmuset l'Homme
Les espèces du genre Boleophthalmus sont traditionnellement consommées et utilisées comme appât.